# Asadipus yundamindra
Asadipus yundamindra es una especie de araña araneomorfa del género Asadipus,  familia Lamponidae. Fue descrita científicamente por Platnick en 2000.
Se distribuye por Australia. La especie se mantiene activa durante los meses de marzo, mayo y agosto. Mide aproximadamente 6,2-7,6 milímetros de longitud.